# HMD 글로벌
HMD 글로벌 오이(영어: HMD Global Oy)는 2016년 5월 18일에 노키아 전 직원들이 설립한 핀란드의 이동통신 제품 개발및 판매 관련 기업이다. 2016년 12월에 마이크로소프트는 모바일 사업부를 HMD 글로벌과 폭스콘에 분할 매각했다. HMD 글로벌은 노키아 휴대전화의 위탁생산을 폭스콘의 신설 자회사 FIH Mobile에 맡기는 조건으로 노키아 휴대전화 브랜드를 흡수한다.
HMD는 구글과 파트너십을 맺고 스마트폰에서 안드로이드 원 프로그램에 따라 안드로이드 운영 체제를 사용하는 반면, HMD의 피처폰은 시리즈 30+ 플랫폼 또는 가장 최근에는 파이어폭스 OS에서 파생된 KaiOS를 사용한다.
HMD는 핀란드 에스포에 본사를 두고 있으며 대부분 전 노키아 임원들이 운영하고 있다. 첫 번째 CEO는 2017년 7월 플로리안 세이케(Florian Seiche) 사장이 CEO로 취임할 때까지 17년간 노키아 베테랑인 아르토 누멜라(Arto Nummela)였다. 제조는 폭스콘 자회사 FIH Mobile에 아웃소싱된다. 노키아는 HMD에 투자했으며 로열티 지불의 대가로 필수 요구 사항을 설정하고 특허와 기술을 제공하는 파트너로 남아 있다. HMD는 노키아 휴대폰을 "순수하고 안전하며 최신"(기존 안드로이드 인터페이스 및 빠른 업데이트에 대한 약속을 나타냄)으로 홍보할 뿐 아니라 브랜드 신뢰도와 향수를 불러일으키는 마케팅 전략을 사용한다.

## 소프트웨어
노키아는 구글과 파트너십을 맺고 있으며 노키아 브랜드의 스마트폰은 구글의 안드로이드 운영 체제를 실행한다. 이 소프트웨어는 최소한의 사용자 정의 기능을 갖고 있으며 보다 일반적인 파란색 테마의 아이콘 수정, 다른 카메라 앱, 클래식 노키아 시작음 및 노키아 조정 벨소리 추가 등 몇 가지 눈에 띄는 사용자 정의 기능이 포함된 기본 안드로이드이다. HMD는 이를 "순수하고 안전하며 최신"이라고 부르며 소프트웨어 부풀림이나 추가 소프트웨어가 포함되어 있지 않으며 휴대폰이 다른 OEM에 비해 빠른 소프트웨어 업데이트를 받을 것이라고 주장한다. 기본 안드로이드를 실행하는 것으로 알려진 구글의 이전 넥서스 시리즈의 정신적 후속작으로 볼 수 있다. HMD의 출시 장치에는 안드로이드 버전 7 "누가"가 사전 탑재되어 있다. 2017년 이후에 출시된 기기에는 안드로이드 8 '오레오' 또는 안드로이드 9 '파이'가 사전 설치되어 있다. 2019년 12월 이후 출시된 기기에는 안드로이드 10 "Q"가 탑재되어 있지만 일부 휴대폰에서는 안드로이드 10 "Q"로 업데이트될 예정인 것으로 확인되었다.
전 CEO인 아르토 누멜라는 2017년 6월 인터뷰에서 HMD가 "구글의 1차 파트너"라고 말했다.
2019년 8월 카운터포인트 조사에 따르면 "노키아는 [타사 안드로이드 OEM 중] 스마트폰 소프트웨어 및 보안 업데이트 분야에서 글로벌 순위를 주도하고 있다." 상위 10개 제조업체가 포트폴리오를 최신 안드로이드 버전으로 업그레이드하는 데 걸린 시간에 따르면, 노키아는 안드로이드 9 출시 후 12개월 동안 [스마트폰] 포트폴리오 중 안드로이드 파이로 업데이트된 비율에서 1위를 차지했다. 그러나 제품 포트폴리오가 증가함에 따라 노키아는 이러한 높은 표준을 유지할 수 없었고 업데이트가 더 오래 지연되고 배포 빈도도 낮아졌다. 휴대폰은 일반적으로 2~3년 동안 업데이트를 받는다.
피처폰의 경우 HMD는 노키아 3310 3G에는 자바 기반의 스마트 피처 OS인 시리즈 30+를, 노키아 8110 4G에는 KaiOS를 사용했으며 중국 시장에서는 AliOS를 사용했다.

## 하드웨어
HMD가 선보이는 노키아 스마트폰의 디자인 언어는 전형적인 스칸디나비아 디자인과 미학으로 구성되어 있으며, 깔끔하고 미니멀한 스타일로 이전 마이크로소프트 루미아 시리즈를 연상시킨다고 평가된다. 2016년 HMD가 설립되었을 때, HMD는 "디자인, 견고성 및 신뢰성"이라는 노키아의 대중적 유산을 충실히 유지하는 휴대폰을 개발하고 싶다고 밝혔다. 회사의 디자인 팀은 라운 포사이스(Raun Forsyth)와 알라스데어 맥페일(Alasdair McPhail)이 이끌고 있다.
노키아 5, 6, 8은 6000 시리즈 알루미늄 단일 블록으로 제작되었으며, 노키아 7은 7000 시리즈 알루미늄으로 제작되었다. 노키아 8 시로코(Sirocco)는 단일 스테인리스 스틸 블록으로 제작되었다.
2017년에 노키아는 기존 장치를 부활시키기 시작했다. 이는 2017년 5월 모바일 월드 콩그레스(Mobile World Congress)에서 새로운 3310 휴대폰이 소개되면서 시작되었다. 업데이트되었지만 2000년 9월에 출시된 원본과 유사한 디자인 언어를 자랑한다. 이 장치는 여전히 피처폰이었지만 새로운 운영 체제, 컬러 디스플레이 및 노키아 기본 응용 프로그램이 함께 제공되었다. 이 이니셔티브가 성공한 후 노키아는 4G 업데이트, 뛰어난 배터리 수명 및 클래식 노키아 앱을 특징으로 하는 클래식 휴대폰 중 하나인 노키아 8110을 다시 리부트했다.

## 같이 보기
- 욜라 (기업)